# 尼古拉·巴索夫
尼古拉·根纳季耶维奇·巴索夫（俄語：Никола́й Генна́диевич Ба́сов，1922年12月14日—2001年7月1日），苏联物理学家、教育家，因在量子光学领域的重要贡献，1964年与查尔斯·汤斯和亚历山大·普罗霍罗夫同获诺贝尔物理学奖。

## 荣誉
- 列宁奖（1959年）
- 诺贝尔物理学奖（1964年）
- 两次获得社会主义劳动英雄荣誉称号（1969年，1982年）
- 五次获得列宁勋章
- 二级卫国战争勋章（1985年）
- 罗蒙诺索夫金质奖章（1989年）
- 苏联国家奖（1989年）
- 二级祖国功勋勋章（1997年12月13日）[1]

## 外部連結
- 巴索夫的墓地 （页面存档备份，存于）
- 诺贝尔官方网站关于尼古拉·巴索夫简介 （页面存档备份，存于）
- 1984年9月14日的口头采访 （页面存档备份，存于）